# تانگو (نرم‌افزار)
تانگو (به انگلیسی: Tango) نرم‌افزار کاربردی چندسکویی برای تلفن‌های هوشمند است که به وسیله تانگو ام‌ای در سال ۲۰۰۹ گسترش یافته‌است. تانگو نرم‌افزاری محبوب در شبکه‌های نسل سوم و نسل چهارم تلفن همراه و وای‌فای است.
در مارس ۲۰۱۳، بیش از ۱۳۰ میلیون کاربر در تانگو ثبت نام کردند و در میان برنامه‌های اندروید، تانگو رتبه چهاردهم را از نظر دریافت از سوی کاربران داشته‌است و از سوی پی‌سی مگ، به عنوان ساده‌ترین نرم‌افزار گپ با حمایت گسترده نام برده شده‌است. هم‌اکنون این نرم‌افزار در ایران فیلتر می‌باشد.